# (2900) Luboš Perek
(2900) Luboš Perek es un asteroide que forma parte del cinturón de asteroides y fue descubierto por Luboš Kohoutek el 14 de enero de 1972 desde el Observatorio de Hamburgo-Bergedorf, Alemania.

## Designación y nombre
Luboš Perek se designó inicialmente como 1972 AR.
Más adelante, en 1985, fue nombrado en honor del astrónomo checo Luboš Perek.

## Características orbitales
Luboš Perek orbita a una distancia media del Sol de 3,025 ua, pudiendo acercarse hasta 2,72 ua y alejarse hasta 3,33 ua. Su inclinación orbital es 10,15 grados y la excentricidad 0,1008. Emplea en completar una órbita alrededor del Sol 1922 días.

## Características físicas
La magnitud absoluta de Luboš Perek es 11,9.